# Důlčík

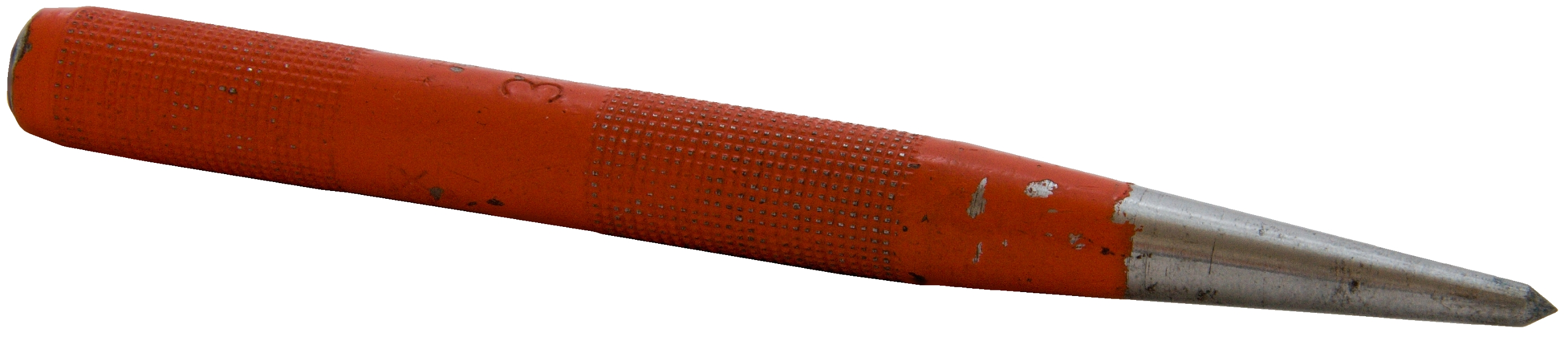
Důlčík

Důlčík, též důlkovač (slangově kilner, slovensky jamkár), je ruční nástroj používaný pro označení přesného středu díry a pro zachycení vrtáku, při vrtání stojanovou i ruční vrtačkou. Důlčíky s broušeným kuželovým hrotem jsou buď obyčejné, na něž se klepne kladivem, nebo automatické s pružinou, které se pouze stisknou rukou.